# Earl J. Hamilton
Earl Jefferson Hamilton (17 de maio de 1899 – 7 de maio de 1989) foi um historiador americano, um dos fundadores da história econômica e um proeminente hispanista. Ele criou a expressão "revolução dos preços" em 1934.

## Obras
- American Treasure and the Price Revolution in Spain, 1501-1650 Harvard Economic Studies, 43. Cambridge, Massachusetts: Harvard University Press, 1934.
- Money, prices and wages in Valencia, Aragon and Navarre, 1351-1500 Cambridge, Massachusetts, 1936
- War and Prices in Spain, 1651-1800 Cambridge, Massachusetts Harvard University Press, 1947